# Кирсанова, Раиса Мардуховна
Раи́са Ма́рдуховна Кирса́нова (16 ноября 1945 — 20 октября 2024, Москва) — российский искусствовед, доктор искусствоведения, специалист по истории одежды.

## Биография
Окончила отделение истории искусства исторического факультета МГУ (1969). В 1969—1979 годах работала в Государственном музее искусства Востока. С 1979 года работала в Государственном институте искусствознания, с 2018 года была ведущим научным сотрудником сектора русского искусства Нового и Новейшего времени.
В 1989 году выпустила в издательстве «Книга» первую книгу, «Розовая ксандрейка и драдедамовый платок. Костюм-вещь и образ в русской литературе XIX века». За диссертацию на данную тему в 1991 году Кирсановой была присуждена учёная степень кандидата искусствоведения. С 1993 года преподавала в Театральном училище им. Б. Щукина.
В 1995 году опубликовала монографию «Костюм в русской художественной культуре XVIII — первой половины XX века». Так же звучала тема её диссертации 1996 года на степень доктора искусствоведения.
Кирсановой также принадлежит множество научно-популярных и просветительских публикаций в периодике, в том числе ежемесячные авторские колонки в журнале «Родина» (1996—2005). В своих трудах Кирсанова не просто устанавливает ряд забытых и утраченных фактов в истории бытового и театрального костюма и в репрезентации одежды и обуви в русской литературе и изобразительном искусстве, — она также проясняет социокультурную нагрузку различных предметов быта, понятную читателям и зрителям — современникам, но недоступную следующим поколениям.
Была ведущей рубрики в историческом журнале «Родина» — с 1996 по 2005 с ежемесячной публикацией; с 2000 по 2005 — в журнале «l’Officiel Россия»; журнал «М-коллекция» с публикациями об истории моды с 1996 по 2001; журнал «Театр» — цикл статей «Что носит герой сцены» — 1987 г.
Национальная академия индустрии моды удостоила Кирсанову премии «За честь и достоинство в профессии» (2006). Книга «Портрет неизвестной в синем платье» — лауреат премии «Лучшие книги и издательства года» (2018).

## Смерть
20 октября 2024 года Кирсанова была избита мигрантом из Киргизии в собственной квартире; не приходя в сознание, она вскоре скончалась в больнице. Сообщается, что подозреваемый в этом преступлении находился в России незаконно.

## Основные работы
Книги
- Розовая ксандрейка и драдедамовый платок. Костюм - вещь и образ в русской литературе XIX века. М.: Книга, 1989 (второе издание М-СПб, Родина, 2006)
- Костюм в русской художественной культуре XVIII — первой половины XX века. М.: Большая рос. энцикл., 1995
- Сценический костюм и театральная публика в России XIX века. М.: Артист. Режиссёр. Театр, 1999 (переиздания 2000, 2001)
- Костюм в Москве. М. 2001
- Русский костюм и быт XVIII—XIX веков. М.: Слово, 2002
- Ленты, кружева, ботинки. Ульяновск, Ульяновский Дом печати, 2006. Переиздание Эксмо, 2012 г. Переведена на английский и корейский языки. Детская книга
- Павел Андреевич Федотов. Комментарий к живописному тексту. М.: Новое литературное обозрение, 2006
- Портрет неизвестной в синем платье. М.: Кучково поле, 2017

Статьи
- Эстетика национального костюма // Декоративное искусство СССР. 1973. № 1. С.46-49 (о костюме зарубежного Востока)
- Костюм театра Кабуки и его роль в создании сценического образа // Театральное искусство Востока: особенности развития: сб.науч.тр. М., 1984.
- Русский народный костюм: этапы развития (к вопросу о взаимодействии сельского и городского типов культуры) // Духовная культура села: традиции и современность. М., 1988. ВНИИ искусствознания. С.70-82.
- «Именно дырявые башмаки…» // Согласие. М., 1992. № 1. С.71-84. (О предметном мире чеховских пьес)
- Образ «красивого человека» в русской литературе 1918—1930-х годов // Знакомый незнакомец: социалистический реализм как историко-культурная проблема: сб.ст. РАН. Ин-т славяноведения и балканистики. М.,1995. С.236-249.
- Костюм петровского времени // Культура и история: славянский мир: сб. статей. М., 1997. С. 213—220.
- «Античная» мода в Серебряном" веке // Русская галерея. 1998. № 1. С.60-64.
- «Первая, самая первая…» // Родина. 1998. № 2. С.88-92 (о первой истории русского костюма в трудах А. Н. Оленина)
- Роскошный оттоман в кабинете денди // Родина. 1998. № 5-6. С.58-60. (О кабинетах молодых людей первой трети XIX и их образе жизни)
- Человек в зеркале века // Русская галерея 1998. № 2. С. 44-49. О пластике изображенных на портретах XVIII—XIX вв.
- Видимое или увиденное? // Неприкосновенный запас (НЛО). 1999 № 3. С.64-66. (О картине Ф. Малявина «Вихрь» через изображенный на ней танец)
- Из истории костюма русских императриц // Россия / Russia: Сб.ст. М., 1999. № 3(11). Культурные практики в идеологической перспективе. С.71-81.
- Возможности комментария: (к вопросу о культурном опыте автора литературного произведения) // Эдиционная практика и проблемы текстологии (в связи с выходом в свет первого полного варианта романа «Двенадцать стульев» М., 2002 С.28-31.
- Комментарий к жанровым картинам П. А. Федотова // Искусствознание. 2002. № 2. С.302-333.
- Аромат родного дома и запах счастья // Ароматы и запахи в культуре. Сб. статей. Книга 2. С.270-279. М., 2003. Переиздание М. 2010.
- Костюм как средство самоидентификации // Культура сквозь призму идентичности: сб. ст. РАН. М., 2006. С.72-82.
- Неизвестное об известном (Костюм как средство атрибуции) // Русское искусство. 2006. № 3. С.92-94.
- Костюм в искусстве // Картина, стиль, мода: [Альбом-кат.выст.] Спб. 2009. С. 17-23.
- Виже Лебрен в России: о пудренных париках и французской моде // Русское искусство. 2009. № 4. С. 146—150.
- Пуаре в России // Пуаре король моды: [Альбом-кат.выст.] М., 2011. С. 65-78.
- Императрицы и мода XIX в. России // [Альбом-кат.выст.] М., 2013. С.27-44.
- Русские императрицы и мода в России // «Русское искусство», № 3. 2013. С. 146—153.
- История костюма в России как научная дисциплина // Теория моды: одежда, тело, культура.
- Реальный комментарий к академическому изданию Н. В. Гоголя и статьи // в сб. Материалы и исследования к собранию сочинений. Ин-т мировой литературы РАН.
- Театральный и городской костюм // История русского искусства. Т. 14. С. 752—764.